# Ducado de Suffolk
Duque de Suffolk es un título que ha sido creado tres veces en la nobleza de Inglaterra.
El ducado se creó por primera vez para William de la Pole, que ya había sido elevado a los rangos de conde y marqués, y era una figura poderosa bajo Enrique VI de Inglaterra.

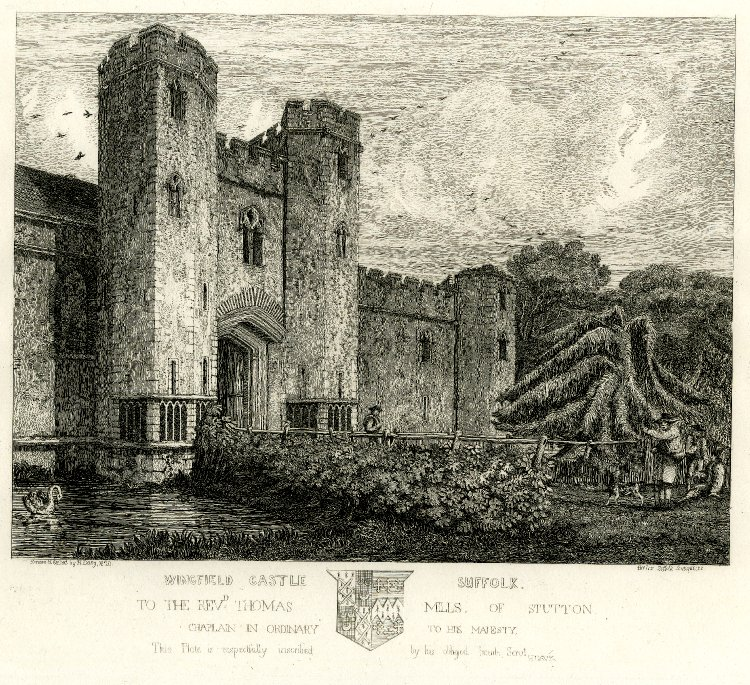
Wingfield Castle en Suffolk en 1827. Fue la sede de Sir John de Wingfield (d. circa 1361), administrador principal de Eduardo el Príncipe Negro (1330-1376), cuya hija y heredera Catherine Wingfield se casó con Michael de la Pole, sentado en Wingfield Castle y en 1385 creó el Earl of Suffolk. Sus descendientes cuarteados las armas de Wingfield: Argenta, en una curva de gules tres alas unidas en el atractivo del campo

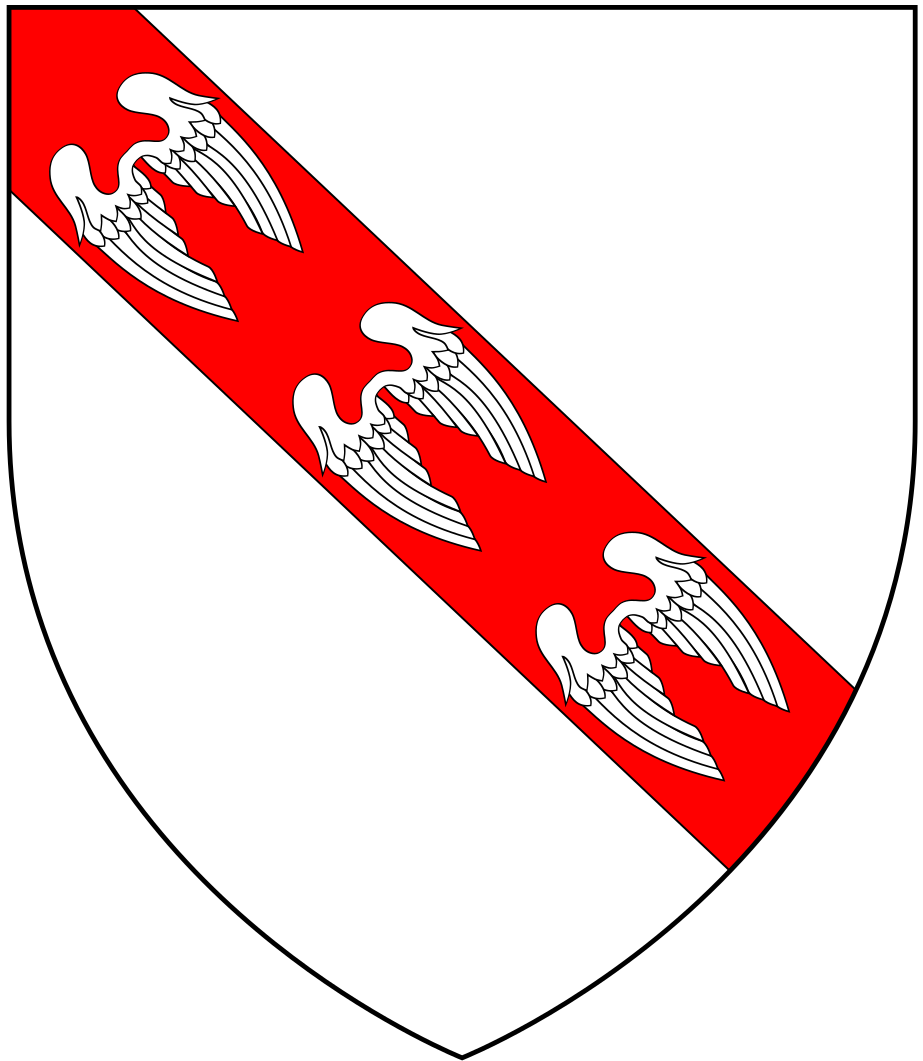

La segunda creación fue para Charles Brandon, un favorito de Enrique VIII de Inglaterra;  sus dos hijos heredaron sucesivamente el título, pero no dejaron más herederos.
La tercera creación del ducado de Suffolk fue para Henry Grey, III marqués de Dorset, en 1551. El duque también ostentaba el título de Barón Ferrers de Groby (1300).  Estos títulos se perdieron cuando el duque fue obtenido en 1554.

## Condes de Suffolk (1385)

Armas de De la Pole: Azur, un fess entre tres caras de leopardo

- Michael de la Pole, I conde de Suffolk (1330–1389), Lord Chancellor bajo Ricardo II de Inglaterra, fue despojado de sus títulos por el Parlamento despiadado en 1388
- Michael de la Pole, II conde de Suffolk (1367-1415), hijo del I conde, obtuvo la restauración del título de su padre en 1398. Se perdieron nuevamente brevemente en 1399, pero casi inmediatamente se restauraron nuevamente en 1399
- Michael de la Pole, III conde de Suffolk (1394-1415), hijo mayor del II conde, murió sin hijos
- William de la Pole, IV conde de Suffolk (1396–1450), segundo hijo del II conde, fue creado Marqués de Suffolk en 1444.

## Marqueses de Suffolk (1444)
Títulos subsidiarios: Conde de Suffolk (1385), Conde de Pembroke (1447)
- William de la Pole, I marqués de Suffolk (1396–1450) fue creado Duque de Suffolk en 1448.

## Duques de Suffolk, primera creación (1448)
Títulos subsidiarios: Marqués de Suffolk (1444), Conde de Suffolk (1385), Conde de Pembroke (1447)
- William de la Pole, I duque de Suffolk (1396-1450), arrestado por sus fracasos en Francia, sus honores se perdieron en 1450
- John de la Pole, II duque de Suffolk (1442-1492), único hijo del I duque, fue restaurado a los honores de su padre en 1463
  - John de la Pole, I conde de Lincoln (1462/4–1487), hijo mayor del II duque, falleció antes que su padre sin descendencia sobreviviente
- Edmund de la Pole, III duque de Suffolk (1472-1513), hijo menor del II duque, se le permitió suceder como duque en 1492, pero tuvo que entregar ese título en 1493. Su condado se perdió en  1504[cita requerida]

## Duques de Suffolk, segunda creación (1514)

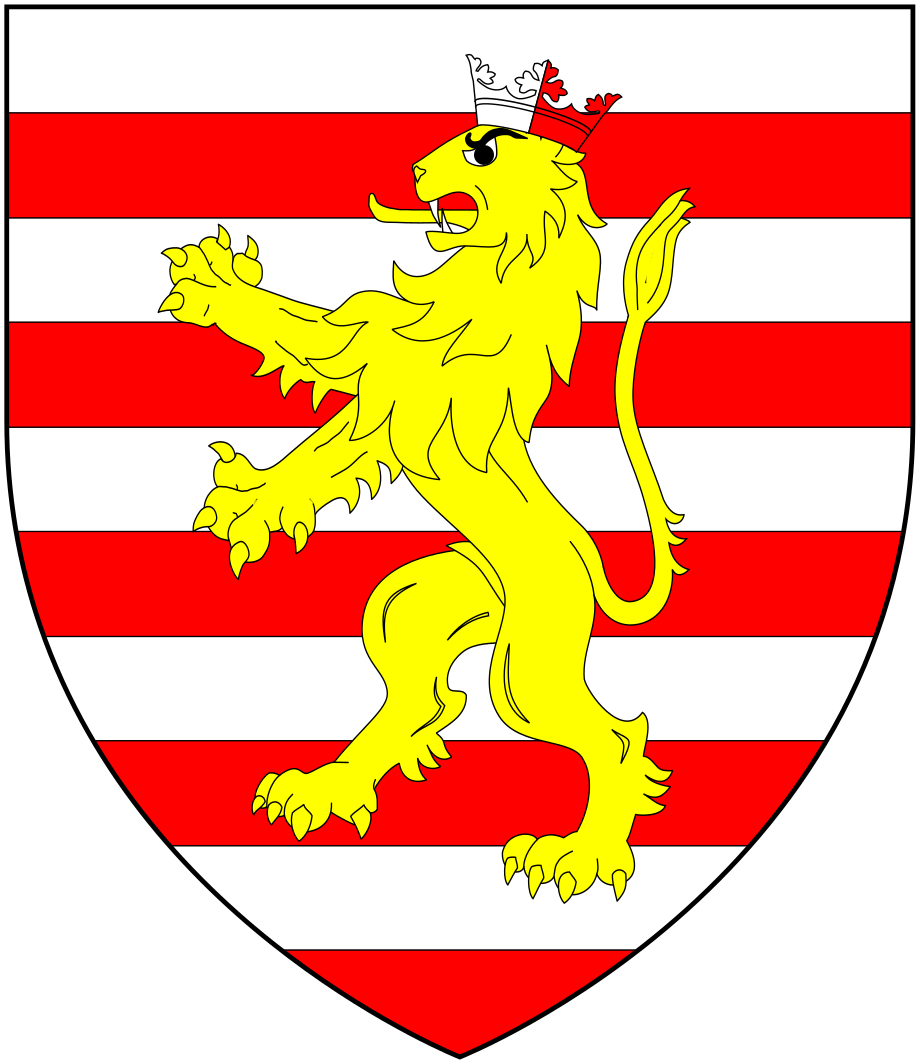
Armas de Brandon: Barry de diez plata y gules, un león rampante coronado ducalmente por pale del primero y segundo

- Charles Brandon, I duque de Suffolk (1484–1545) fue un favorito de Enrique VIII de Inglaterra.
  - Henry Brandon (1516–1522) murió a la edad de seis años. Hijo mayor de los anteriores.
  - Henry Brandon, I conde de Lincoln (1523-1534), segundo hijo del I duque, falleció antes que su padre, sin descendencia. Hermano menor de los anteriores.
- Henry Brandon, II duque de Suffolk (1535-1551), tercer hijo del I duque, murió en su juventud de enfermedad del sudor. Medio hermano de los dos Henry anteriores.
- Charles Brandon, III duque de Suffolk (1537-1551), cuarto hijo del I duque, murió muy poco después que su hermano, el II duque, también de la enfermedad del sudor, y los títulos de su padre se extinguieron.

## Duques de Suffolk, tercera creación (1551)
Títulos subsidiarios: Marqués de Dorset (1475), Baron Ferrers of Groby (1300), Baron Harington (1324), Baron Bonville (1449)
- Henry Grey, I duque de Suffolk, III marqués de Dorset (1517-1554), casado con una hija de Charles Brandon, el anterior I duque de la segunda creación. Fue conocido como el padre de Lady Jane Grey (Reina de Inglaterra de facto durante nueve días). Después de que fracasara su intento de colocar a su hija en el trono, fue indultado, pero después de su participación en la Rebelión de Wyatt, María I de Inglaterra lo hizo ejecutar por traición en febrero de 1554. Sus honores fueron suprimidos aunque, en todo caso, no tuviera descendencia masculina que hubiera heredado.

### Armas de Grey
- Armas:Barry de seis argén y azur, en jefe tres torteaux (roundeles   gules);  una lambel de tres puntas armiño.
- Cresta: Un unicornio saliente, armiño, frente al sol en esplendor.
- Partidarios: Dexter: un unicornio;  Sinister: un toro con rostro de humano.

No hubo más creaciones del ducado.  El Condado de Suffolk fue recreado en 1603 para una rama cadete de la Casa de Howard.